# Pere Soler Fontanet
Pere Soler Fontanet (Sabadell, Vallès Occidental, 22 de març de 1953) és un judoka català.
Cinturó negre de tercer dan, s'inicià als divuit anys al Club Creu Alta de Sabadell. Posteriorment, competí amb el Club Sant Jordi. Guanyà dotze Campionats de Catalunya entre 1974 i 1981 (vuit en categoria de pesats i quatre en open). També aconseguí vuit campionats d'Espanya entre 1978 i 1983 (cinc en pesats, un en semipesats i dos en open). A nivell internacional, fou setè al Campionats del Món de 1981 i finalitzà en la quarta posició al Campionat d'Europa de 1976. També practicà el sambo i competí amb la selecció del País Basc de sambo.

## Palmarès
- 12 Campionats de Catalunya de judo
  - 8 en categoria pesats: 1974, 1976, 1978, 1980, 1981, 1982, 1983, 1984
  - 4 en categoria open: 1976, 1977, 1978, 1981

- 8 Campionats d'Espanya de judo
  - 5 en categoria pesats: 1978, 1980, 1981, 1982, 1983
  - 1 en categoria semipesats: 1984
  - 2 en categoria open: 1981, 1982